# 新城市立山吉田小学校
新城市立山吉田小学校（しんしろしりつ やまよしだしょうがっこう）は、かつて愛知県新城市下吉田にあった公立小学校。

## 概要
- 旧・南設楽郡鳳来町の小学校であった。2013年（平成25年）、新城市立黄柳野小学校と統合し、新城市立黄柳川小学校の開校により廃校。

## 沿革
- 1872年（明治5年） - 下吉田村に第二大学区第九中学区第二十九番小学吉田学校が開校。満光寺[注釈 1]を仮校舎とする。
- 1874年（明治7年） - 阿寺村に分教場を設置する。
- 1880年（明治13年） - 現在地に校舎が完成し、移転する。
- 1882年（明治15年） - 阿寺村の分教場が七瀑学校[注釈 2]として独立する。
- 1887年（明治20年） - 尋常小学下吉田学校に改称する。
- 1889年（明治22年）10月1日 - 下吉田村、上吉田村、黄柳野村、竹之輪村が合併し、山吉田村が発足する。
- 1892年（明治25年） - 高等科を設置し、下吉田尋常高等小学校に改称する。
- 1906年（明治39年） - 山吉田第一尋常小学校に改称する。
- 1941年（昭和16年）4月1日 - 山吉田第一国民学校に改称する。
- 1947年（昭和22年）4月1日 - 山吉田村立山吉田小学校に改称する。
- 1956年（昭和31年）9月30日 - 山吉田村が鳳来町に編入される。同時に鳳来町立山吉田小学校に改称する。
- 1960年（昭和35年）4月 - 校舎を新築する。
- 2005年（平成17年）10月1日 - 鳳来町が新城市に編入される。同時に新城市立山吉田小学校に改称する。
- 2013年（平成25年）3月 - 廃校。